# Midnight Club 3: DUB Edition
Midnight Club 3: DUB Edition (с англ. — «Полночный клуб 3: DUB-издание») — видеоигра в жанре аркадных авто- и мотогонок, изданная американской компанией Rockstar Games в 2005 году для игровых приставок Xbox, PlayStation 2 и PlayStation Portable. Является третьей частью серии Midnight Club. В 2006 году для Xbox и PlayStation 2 было выпущено обновлённое переиздание игры под названием Midnight Club 3: DUB Edition Remix. Официальным дистрибьютором аркады в России, странах СНГ и Восточной Европы выступила компания «СофтКлаб».
Как и предыдущие игры серии, Midnight Club 3: DUB Edition сосредотачивается на уличных гонках в реальных городах. В режиме «Карьера» требуется участвовать в нелегальных заездах с целью получения статуса лучшего уличного гонщика, в то время как в режиме «Аркада» предоставлена свобода участия в состязаниях в одиночном или многопользовательском вариантах с возможностью настройки условий соревнований. В качестве городов в игре представлены Сан-Диего, Атланта и Детройт, по которым игроку предоставлена свобода передвижения. В Midnight Club 3: DUB Edition впервые в серии используемые автомобили и мотоциклы были лицензированы, а также появились возможности их тюнинга и стайлинга.
Разработка Midnight Club 3: DUB Edition велась с 2003 года, после выпуска Midnight Club II, американской студией Rockstar San Diego совместно с британской компанией Rockstar Leeds. При создании новой части Rockstar Games развивали идеи предшественника, а также заключили партнёрское соглашение с автомобильным журналом DUB Magazine, благодаря которому разработчики включили в игру большое количество лицензированного контента. Игровая пресса положительно встретила Midnight Club 3: DUB Edition, отметив качественную графику, музыку и разнообразие режимов, но подвергнув критике уровень сложности и проблемы с производительностью. Игра также удостоилась нескольких наград и номинаций и ей сопутствовал коммерческий успех.

## Игровой процесс

Гонка типа «Circuit» в Сан-Диего на ’64 Chevy Impala (скриншот версии для PSP). В Midnight Club 3: DUB Edition впервые в серии использованы лицензированные транспортные средства, а также возможности их тюнинга и стайлинга

Midnight Club 3: DUB Edition представляет собой аркадную гоночную игру, выполненную в трёхмерной графике. Игра сосредотачивается на уличных гонках. Действие происходит в трёх реальных американских городах — Сан-Диего, Атланте и Детройте. По каждому из городов игроку предоставлена свобода передвижения, а также имеется смена времени суток (ночь, утро или сумерки) и погодных условий (ясно, туман или дождь/снег). По дорогам в каждом городе разъезжают машины, а по тротуарам идут пешеходы, которые при попытке их сбить отбегают в сторону. Все достижения игрока — занятые места в гонках, имеющиеся во владении транспортные средства и так далее — сохраняются в статистике.

### Режимы
Основным режимом является «Карьера» (англ. Career), в котором игроку, как и в предыдущих частях серии, нужно принимать участие в соревнованиях по городским дорогам, стремясь получить статус лучшего уличного гонщика. По мере прохождения открываются новые города, транспортные средства и так далее. В этом режиме в городе находятся дымовые шашки, внешний вид которых зависит от вида соревнований — уличные гонки, клубные гонки и турниры. Если игрок мигнёт дальним светом фар возле одной из таких дымовых шашек, то начнётся состязание. В уличных гонках можно участвовать в любое время, многократно и без ограничений — каждая пройденная гонка не влияет на прогресс игры и исчезает, а вместо неё появляется новая в какой-либо части города; иногда во время свободного передвижения может появиться новая уличная гонка, до дымовой шашки которой нужно успеть доехать за ограниченное время, иначе она исчезает. В клубных гонках требуется транспортное средство, которое удовлетворяет определённым условиям, а количество таких гонок ограничено. Число турниров тоже ограничено, и они состоят из нескольких поочерёдно проходящих заездов, причём перезапустить заново можно лишь весь турнир; после каждого заезда в зависимости от занятого места участникам начисляется определённое количество очков, а побеждает в турнире тот, кто набрал в нём очков больше других участников. Кроме дымовых шашек, можно встретить и самих уличных гонщиков, каждый из которых — член определённого клуба, бросающего вызов после первых побед над его участником. Если подъехать к одному из таких гонщиков и мигнуть ему дальним светом фар, он отправится к месту начала гонки: игроку нужно следовать за ним, не отдаляясь на большое расстояние, после чего — выиграть серию из нескольких гонок, в которых игрок одновременно соревнуется как с вызванным гонщиком, так и с ещё несколькими соперниками. После завершения любого заезда игроку начисляются деньги, которые впоследствии можно потратить на покупку и улучшение транспортных средств; денег даётся тем больше, чем лучше занятое место. В некоторых гонках также можно выиграть призовые транспортные средства. В каждом городе находится гараж: в Сан-Диего его владельцем является Оскар (Дэвид Баррера и Ванейк Эчеверриа), в Атланте — Эйпон (Декстер Тиллис), а в Детройте — Винс (Кифф ВанденХёвел). На протяжении игры владельцы гаражей предоставляют главному герою, которым управляет игрок, информацию об уличных гонках. Гаражи служат для выбора, тюнинга и стайлинга, покупки и продажи транспортных средств, которых можно приобрести до 30 штук, а перед покупкой есть возможность устроить тест-драйв. В каждом городе также есть перевозочные транспортные пункты, заезжая в доки которых, можно переместиться в другой город.
Заезды в игре подразделяются на множество типов, каждый из которых имеет свои особенности, например, в «Ordered Race» участникам нужно поочерёдно проехать все контрольные точки от старта до финиша, а в «Autocross Races» игрок в одиночку должен установить заданный рекорд времени за несколько кругов на специально подготовленной ограждённой трассе. Во время некоторых гонок, если нарушить правила дорожного движения, то за игроком и его соперниками может погнаться полиция, которая попытается остановить нарушителей и будет перекрывать дорогу заграждениями из своих машин. Для преодоления препятствий на дороге могут быть установлены трамплины. После каждого заезда можно просмотреть его повтор. В режиме «Аркада» (англ. Arcade) игрок может свободно разъезжать по доступным городам и участвовать в любых их заездах, однако за участие в них не начисляются деньги. В этом режиме доступна самостоятельная настройка условий заездов, например, изменение интенсивности дорожного движения и количества соперников. Помимо этого, присутствуют типы заездов, недоступные в «Карьере», такие как «Capture the Flag» (захват флага нескольких разновидностей, в том числе командного), «Paint» (команды соревнуются в закрашивании дымовых шашек в свой цвет) и «Frenzy» (условно замкнутый заезд на выносливость с принудительным движением вперёд и ограниченным временем, которое пополняется проездом через контрольные точки). В большинстве типов заездов можно включить усилители (например, ЭМИ или защищающий от соперников щит), которые находятся в собираемых по городу разноцветных капсулах. В игре имеется редактор гонок, позволяющий создавать соревнования с различными маршрутами и условиями. Многопользовательская игра представлена режимами с технологией разделённого экрана для двух игроков и игрой по локальной сети или через Интернет до восьми игроков. В сетевом режиме отслеживаются результаты и статистика игроков, которые могут создавать собственные списки друзей и виртуальные гоночные клубы. Помимо прочих типов заездов и свободного передвижения по одному из городов, в многопользовательской игре имеется эксклюзивный тип состязания «Tag», где участники соревнуются в наборе очков, зарабатываемых нахождением возле того игрока, который в данный момент удерживает флаг и помечен как ’IT’. Созданные в редакторе заезды тоже можно задействовать в многопользовательской игре. Сервера для онлайн-игры были отключены 31 мая 2014 года в связи с закрытием сервиса GameSpy, как следствие, с этого момента игра через Интернет стала официально недоступной.

### Транспортные средства
В отличие от предшественников, автомобили и мотоциклы в игре представлены лицензированными моделями от известных мировых производителей. Транспортные средства условно разделяются на четыре класса: «D», «C», «B» и «A». Чем выше класс, тем лучше технические характеристики, например, максимальная скорость и время переключения передач. Каждое транспортное средство также относится к одному из восьми типов: тюнинг, седаны, маслкары, суперкары, SUV/пикапы, чопперы, спортивные мотоциклы и особые. Тип особых транспортных средств не подразделяется на классы, и к нему относятся полицейские автомобили и мотоцикл, которые можно использовать только в режиме «Аркада»; игрок может в любое время включить на них проблесковые маячки и СГУ, а при участии на таких автомобилях или мотоцикле в гонках другой полицейский транспорт на дороге не начинает погоню. Все автомобили и мотоциклы в игре, как и в предыдущей части серии, имеют такие способности, как, например, быстрый старт и перераспределение веса, но, в отличие от Midnight Club II, они доступны с начала прохождения. При столкновениях транспортные средства получают повреждения, тяжесть которых показывается на соответствующем индикаторе — если этот индикатор заполнится, то транспортное средство остановится и через несколько секунд восстановит своё целостное состояние. При столкновении с бензоколонкой на автомобильной заправочной станции первая взрывается, и транспортные средства, как сбившее бензоколонку, так и находящиеся поблизости, сразу выходят из строя. При погружении в достаточно глубокий водоём заезд считается проигранным, а свободная поездка по городу прерывается, и можно как начать её заново, так и вернуться в гараж. Если автомобиль перевернётся, то через несколько секунд он встаёт на колёса, но без устранения повреждений. На мотоциклах легче маневрировать и проезжать среди плотного городского трафика, однако они менее устойчивы к столкновениям: при сильном ударе персонаж слетает с мотоцикла и вновь оказывается на нём только через несколько секунд.
В игру были внедрены три новых специальных способности, каждая из которых открывается по мере прохождения клубных гонок и доступна только в одиночных режимах для определённых типов транспортных средств: для тюнинг, суперкаров, спортивных мотоциклов и некоторых седанов — «Зона» (Zone, на несколько секунд замедляет время для оценки ситуации на дороге), для большинства седанов, SUV/пикапов и особых — «Агро» (Agro, позволяет таранить другой транспорт без снижения скорости в течение нескольких секунд), а для маслкаров и чопперов — «Рёв» (Roar, вызывает раскидывающую в стороны едущий рядом транспорт ударную волну). Для того, чтобы задействовать эти способности, необходимо заполнять специальные ячейки (максимальное количество таких ячеек — пять), что для каждой из способностей достигается различными способами: для «Зоны» необходимо ехать со скоростью не менее 30 миль/ч и при этом без столкновений (в случае же столкновений и/или езды со скоростью менее 30 миль/ч происходит опустошение не до конца заполненной ячейки), для «Агро» — задевать другой транспорт и сбивать хрупкие окружающие объекты (например, дорожные знаки и мусорные баки), а для «Рёва» — удерживать транспортное средство в управляемом заносе. Каждое использование такой специальной способности задействует одну ячейку, вследствие чего она опустошается. Другим значительным нововведением стали возможности тюнинга и стайлинга, которым в большей или меньшей степени можно подвергнуть любое транспортное средство; изначально доступно ограниченное количество деталей, но по мере прохождения игры открываются ранее заблокированные. Есть возможность переименовать модель транспортного средства, а каждое из них можно дублировать и, тем самым, сохранить версии с разными вариантами модификаций до 20 штук или же пока не будет исчерпано ограничение на количество приобретённых автомобилей и мотоциклов. Кроме того, в каждом из городов в скрытых местах можно находить логотипы компании Rockstar Games, сбор которых открывает доступ к некоторым новым запчастям для транспортных средств.

## Разработка игры

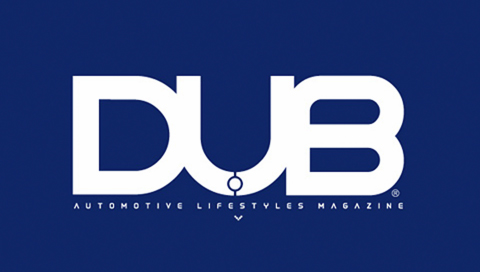
При создании Midnight Club 3: DUB Edition разработчики заключили партнёрское соглашение с журналом DUB Magazine, который оказал значительное влияние на стиль и особенности игры, позволив включить в неё лицензированный контент

Разработка Midnight Club 3: DUB Edition началась после выхода Midnight Club II. Как и в случае с предшественником, за создание игры была ответственна студия Rockstar San Diego, которая разрабатывала продукт для консолей Xbox и PlayStation 2, первоначально в качестве последнего в трилогии Midnight Club. Создатели новой части заключили партнёрское соглашение с автомобильным журналом DUB Magazine, который консультировал сотрудников Rockstar Games по поводу стиля новой игры. В Midnight Club 3: DUB Edition сохранены основные черты предшественников — уличные гонки и полицейские погони в реальных городах, но присутствуют и различные нововведения: впервые в серии представлены лицензированные автомобили и мотоциклы от известных мировых производителей, таких как Mercedes-Benz, Cadillac, Ducati, Mitsubishi, Chevrolet и многих других. Помимо этого, в игре также впервые в серии были реализованы возможности тюнинга и стайлинга транспортных средств, которые включают в себя замену запчастей двигателя и ходовой части, деталей кузова, покраски и винилов; запчасти были лицензированы такими производителями, как Borla, TIS, BFGoodrich и другими, и в игре имеют те же цены, что и их реальные аналоги. При этом была обещана реализация полноценных повреждений транспортных средств, как и в предыдущих частях серии.
Как и в предыдущих частях серии, в Midnight Club 3: DUB Edition разработчики уделили большое внимание открытому миру. В качестве игровых территорий были выбраны города Сан-Диего, Атланта и Детройт. По словам создателей, такое решение было принято, поскольку данные города оказали наиболее значимое влияние на развитие американской эстетики уличных гонок: Сан-Диего был родиной популяризовавшей в стране уличные гонки культуры импорт-тюнинга, Атланта известна созданием в ней самых шокирующих элементов кастомизации (особенно для SUV, премиальных седанов и лоурайдеров), а Детройт является автомобильной столицей США. Города в игре содержат реальные достопримечательности и места (например, El Cortez в Сан-Диего и Гриктаун в Детройте), но были несколько уменьшены, по сравнению со своими существующими аналогами, а их дизайн был воссоздан таким образом, чтобы игроки могли получить удовольствие как от исследования территорий и неспешной езды, так и от большой вариативности прохождения гоночных заездов и высокой скорости. Кроме того, каждый из городов в игре обладает уникальной структурой дорог: в Сан-Диего преобладают открытые площадки и длинные прямые участки, Атланта отличается холмистостью и резкими перепадами высот, а Детройт характерен значительным количеством требующих более интенсивного маневрирования узких улиц.
Впервые о планах разработки третьей части серии Midnight Club стало известно 29 октября 2003 года от Take-Two Interactive. Официальный анонс Midnight Club 3: DUB Edition состоялся 6 мая 2004 года перед организацией выставки E3 2004. Разработчики впоследствии выкладывали в сети изображения, видеоролики и списки контента из предстоящей части серии. По словам создателей, они хотели «отразить в Midnight Club 3: DUB Edition все аспекты американской автомобильной и мотоциклетной культуры», улучшить искусственный интеллект виртуальных соперников, сделав их схожими по вариативности прохождения гоночных заездов с реальными игроками, а также реализовать максимально обширные возможности изменения транспортных средств вплоть до отдельных деталей для того, чтобы привлечь большую игровую аудиторию. Журналисты, помимо прочего, отмечали, что представленные в Midnight Club 3: DUB Edition возможности модификации транспортных средств схожи с таковыми, показанными в телепрограмме «Тачку на прокачку». Не меньше внимания разработчики уделили и онлайн-игре одновременно до восьми человек с открытым миром, новым режимам и возможностям по созданию виртуальных гоночных клубов. Midnight Club 3: DUB Edition создавалась на модифицированной версии движка Angel Game Engine (AGE), использованного в предыдущих частях серии, что позволило улучшить детализацию графики и поведение транспортных средств на дороге: так, например, были значительно усовершенствованы эффекты частиц, размытие в движении и настройка параметров управления.
В связи с разным техническим оснащением консолей у версий для них есть некоторые различия в качестве графики, звука и функционала, например, Midnight Club 3: DUB Edition для Xbox, в отличие от версии для PlayStation 2, имеет поддержку гарнитур в сетевой игре, широкоформатного разрешения и прогрессивной развёртки, а также для каждой из платформ используется различная технология воспроизведения многоканального звука (Dolby Pro Logic II и DTS Interactive — на PlayStation 2 и Dolby Digital — на Xbox). Версия Midnight Club 3: DUB Edition для портативной приставки PlayStation Portable, которая разрабатывалась совместно со студией Rockstar Leeds, была анонсирована 10 января 2005 года; разработчики хотели использовать весь потенциал портативной консоли для обеспечения лучшего геймплея и качества гоночной аркады. Издание для PlayStation Portable имеет дополнительный режим «Быстрая гонка» (англ. Quick Race), который позволяет участвовать в случайном заезде, однако, в данной версии нет пешеходов, отсутствует редактор гонок и упрощена графика, а количество игроков в мультиплеере, реализованном по соединению через Wi-Fi, уменьшено с восьми до шести, что связано с техническими ограничениями устройства. По словам Хэйтема Хаддада, исполнительного директора и соучредителя DUB Magazine, благодаря совместным усилиям разработчиков и редакции журнала, Midnight Club 3: DUB Edition на PSP выглядит великолепно и содержит много контента и возможностей оригинальной версии для Xbox и PlayStation 2.

## Версии и выпуски
Изначально оригинальная версия Midnight Club 3: DUB Edition для приставок Xbox и PlayStation 2 должна была выйти в рождественские праздники 2004 года, но была отложена и вышла только 12 апреля 2005 года в Северной Америке и 15 апреля в Европе. За оформление предварительного заказа версии для PlayStation 2 игроки бесплатно получали эксклюзивную тематическую футболку с рисунком в стиле игры. Издание Midnight Club 3: DUB Edition для PlayStation Portable произошло 27 июня 2005 года в Северной Америке, выпуск же в Европе был задержан до 1 сентября, поскольку разработчики хотели за этот промежуток времени решить проблемы звукового сопровождения и частоты кадров; версия для PSP была переиздана в октябре 2009 года в сервисе PlayStation Network. Распространением Midnight Club 3: DUB Edition в России, странах СНГ и Восточной Европы занималась компания «Софт Клаб».
В 2006 году версия для Xbox и PlayStation 2 была переиздана под названием Midnight Club 3: DUB Edition Remix. По словам творческого вице-президента Rockstar Games, Дэна Хаузера, такое решение было принято благодаря коммерческому успеху и позитивному восприятию оригинала. В это переиздание был включен город Токио, который содержит отдельные гоночные соревнования со своими особенностями, служащие для продолжения прохождения игры. Помимо этого, в Midnight Club 3: DUB Edition Remix были добавлены новые одиночные и сетевые заезды, транспортные средства и музыкальные треки.
В сентябре 2017 года на сайте американского рейтингового агентства Entertainment Software Rating Board (ESRB) появилась страница версии Midnight Club 3: DUB Edition для PlayStation 4: аналогично другим ранее выпущенным для этой консоли игр от Rockstar Games с PlayStation 2, она должна была обладать графикой высокого разрешения и поддержкой трофеев. Однако, никаких комментариев и информации о выпуске от Rockstar Games впоследствии не поступило, и, в то же время, разработка данной версии долгое время официально не опровергалась и не была отменена до тех пор, пока в 2022 году не появилась информация о прекращении разработки.

## Музыка
В Midnight Club 3: DUB Edition представлен лицензированный лейблами Underground Resistance, Submerge, Moving Shadow и другими саундтрек в жанрах рок, хип-хоп, дэнсхолл, драм-н-бейс и техно, который включает в себя композиции от известных исполнителей и групп, таких как Ash («Meltdown»), Pitbull («Dammit Man»), Шон Пол («Like Glue»), Noisia («Believe» и «Cold Veins»), M.I.A. («Denang» и «Fire Fire») и многих других. По словам представителей Rockstar Games, «сотрудничество с журналом DUB Magazine оказало значительное влияние на музыкальное сопровождение игры, которое порадует игроков как количеством треков, так и разнообразием их стилей». В настройках имеется возможность выбрать предпочтительный жанр музыки, треки которого будут звучать во время состязаний и езды по городу. Для различных экранов — внутриигрового видео, меню, загрузок, сохранения и гаража — были использованы отдельные композиции, в том числе инструментальные версии треков, играющих во время заездов. Во время езды и в гараже можно сменять композиции, выбирая следующий или предыдущий трек. Помимо этого, версия игры для PlayStation Portable имеет пять дополнительных музыкальных композиций саундтрека, а версия для Xbox — поддержку пользовательской музыки.
Покупатели Midnight Club 3: DUB Edition, оформившие предварительный заказ игры в сети магазинов EB Games, получали лицензированный лейблом Atlantic Records музыкальный промо-альбом Joint Chiefs and Midnight Club 3 DUB Edition Custom Mix For Your Whip с трейлером Midnight Club 3: DUB Edition и тринадцатью композициями в жанре хип-хоп: часть из их полных версий (длительность большей части треков в альбоме сокращена, в сравнении с их оригиналами) использована в игре, большинство — выходили в составе соответствующих альбомов или как синглы тех или иных исполнителей, а некоторые — эксклюзивы именно для данного альбома.
| №                   | Название             | Исполнитель               | Длительность |
| ------------------- | -------------------- | ------------------------- | ------------ |
| 1.                  | «Gangsta»            | Fabolous                  | 1:17         |
| 2.                  | «Bump J»             | Bump J                    | 1:41         |
| 3.                  | «Victim»             | Fat Joe                   | 1:43         |
| 4.                  | «You Get It By»      | Trey Songz                | 1:23         |
| 5.                  | «Tit 4 Tat»          | Fabolous                  | 1:29         |
| 6.                  | «Put It On Top»      | Trina                     | 1:33         |
| 7.                  | «Suga (Gimme Some)»  | Trick Daddy               | 1:27         |
| 8.                  | «You Dont Know Me»   | T.I.                      | 1:43         |
| 9.                  | «Like A 24»          | Twista                    | 1:39         |
| 10.                 | «Wassup Beatrice»    | Apathy                    | 1:25         |
| 11.                 | «ASAP»               | T.I.                      | 1:49         |
| 12.                 | «Tilted»             | Lupe Fiasco               | 1:07         |
| 13.                 | «Turn Da Lights Off» | Tweet feat. Missy Elliott | 1:29         |
| Общая длительность: | Общая длительность:  | Общая длительность:       | 19:45        |

## Оценки и мнения
| Сводный рейтинг       | Сводный рейтинг       | Сводный рейтинг       | Сводный рейтинг       |
| Издание               | Оценка                | Оценка                | Оценка                |
| Издание               | PS2                   | PSP                   | Xbox                  |
| --------------------- | --------------------- | --------------------- | --------------------- |
| GameRankings          | 86,21 %               | 74,50 %               | 85,78 %               |
| Game Ratio            | 85 %                  | 73 %                  | 85 %                  |
| Metacritic            | 84/100                | 74/100                | 84/100                |
| MobyRank              | 85/100                | 72/100                | 84/100                |
| Иноязычные издания    |                       |                       |                       |
| Издание               | Оценка                | Оценка                | Оценка                |
| Издание               | PS2                   | PSP                   | Xbox                  |
| 1UP.com               | 9/10                  | 8/10                  | 9/10                  |
| AllGame               | [ 64 ]                | [ 65 ]                | [ 66 ]                |
| Edge                  | 6/10                  | N/A                   | 6/10                  |
| EGM                   | 8,67/10               | 7,67/10               | 8,67/10               |
| Eurogamer             | 7/10                  | 5/10                  | 7/10                  |
| G4                    | 4/5                   | N/A                   | 4/5                   |
| Game Informer         | 9,5/10                | 8/10                  | 9,5/10                |
| GamePro               | [ 72 ]                | N/A                   | [ 73 ]                |
| GameRevolution        | B+                    | C                     | B+                    |
| GameSpot              | 8,3/10                | 7,3/10                | 8,3/10                |
| GameSpy               | [ 16 ]                | [ 76 ]                | [ 77 ]                |
| GameTrailers          | 9,1/10                | 7,3/10                | 9,1/10                |
| GameZone              | 9,3/10                | 8/10                  | 9,4/10                |
| IGN                   | 9,2/10                | 7,1/10                | 9,2/10                |
| OPM                   | 4/5                   | 4/5                   | N/A                   |
| OXM                   | N/A                   | N/A                   | 9/10                  |
| PALGN                 | N/A                   | 8/10                  | 9/10                  |
| Play (UK)             | 8,5/10                | N/A                   | 8,5/10                |
| TeamXbox              | N/A                   | N/A                   | 9,1/10                |
| VideoGamer            | 8/10                  | 7/10                  | 8/10                  |
| Русскоязычные издания |                       |                       |                       |
| Издание               | Оценка                | Оценка                | Оценка                |
| Издание               | PS2                   | PSP                   | Xbox                  |
| «Страна игр»          | 8,5/10                | 7,5/10                | 8,5/10                |
| Награды               |                       |                       |                       |
| Издание               | Награда               | Награда               | Награда               |
| IGN                   | Editors’ Choice Award | Editors’ Choice Award | Editors’ Choice Award |
| TeamXbox              | Editors’ Choice Award | Editors’ Choice Award | Editors’ Choice Award |

Midnight Club 3: DUB Edition получила положительные отзывы от рецензентов. Журналисты высоко оценили разнообразие режимов, проработанные города, обширные онлайн-возможности и отличный саундтрек, но подвергли критике частые падения кадровой частоты, затянутую продолжительность загрузочных экранов и несбалансированный уровень сложности. На сайте GameRankings игра имеет среднюю оценку 86,21 % для PlayStation 2, 85,78 % — для Xbox и 74,50 % — для PlayStation Portable. Схожая статистика опубликована на Metacritic — 84/100 для Xbox и PlayStation 2 и 74/100 — для PlayStation Portable.

### Игровые возможности
Положительные отзывы получил игровой процесс. Рецензенты отметили, что Midnight Club 3: DUB Edition может порадовать игроков быстрыми гонками, которые никогда не становятся скучными. Мэт Леон (1UP.com) назвал Midnight Club 3: DUB Edition одной из самых увлекательных гоночных игр. Шон Сэндерс (Game Revolution) назвал игру «чертовски весёлой» и позитивно отнёсся к разнообразию режимов. Критик сайта GameSpot, Алекс Наварро, похвалил режим «Карьера», предлагающий большое количество гонок в трёх реальных городах: «Midnight Club 3 — это глубокая и приятная игра, которая определённо удовлетворит поклонников жанра». Обозреватель GameZone Анджелина Сэндовал была под впечатлением от «крутых» новых трюков и веселья в режиме «Аркада». «Интенсивным, глубоким и захватывающим» геймплей был назван Дугласом Перри, рецензентом ресурса IGN, который также был доволен улучшениями по сравнению с предыдущей частью серии — более широкими улицами и бо́льшим количеством хаоса на экране во время гонок. По мнению Тома Орри, обозревателя VideoGamer.com, лишь немногие игры доставляют такие же острые ощущения, как Midnight Club 3: DUB Edition. Юрий Левандовский («Страна игр») назвал аркадный геймплей Midnight Club 3: DUB Edition увлекательным и доведённым почти до идеала, а также похвалил отлично переданное чувство скорости. Единогласно критики были довольны продолжительностью прохождения игры в более 18 часов, благодаря чему, по мнению рецензентов, Midnight Club 3: DUB Edition надолго увлечёт игроков. Не меньшей похвалы удостоилась и превосходящая таковую в своих конкурентах онлайн-составляющая с большим количеством свободы действий, режимов и возможностей. Так, Кристану Риду (Eurogamer) понравилась возможность состязаться по сети с опытными игроками, и он отметил большое количество режимов, как старых, так и новых, хотя, по его мнению, лишь в стандартные гоночные соревнования захочется играть неоднократно. Брайан Уильямс, представитель сайта GameSpy, назвал многопользовательскую онлайн-игру «надёжной», а функцию создания пользовательских клубов — «классной». «Онлайн-матчи составляют одну из основных сильных сторон игры» — такое мнение о сетевых возможностях оставил обозреватель австралийского сайта PALGN под псевдонимом Karl W.
Рецензенты высоко оценили транспортные средства и возможности их модификации в Midnight Club 3: DUB Edition. «Это первая игра, в которой я действительно почувствовал привязанность к своей модифицированной машине» — заявил Леон. Сэндерс отнёс к достоинствам игры впечатляющий список лицензированных автомобилей и мотоциклов, а также доступные и обширные возможности их настройки, в итоге отметив, что DUB хорошо справились со своей работой. Наварро тоже записал в плюсы обширный выбор лицензированных транспортных средств, а возможности по их настройке назвал «возможно, лучшей особенностью игры». Орри оставил позитивное мнение о тюнинге и стайлинге, позволяющих сделать автомобиль своей мечты: «MC3 предлагает не совсем ту же самую глубину настройки, что и NFS Underground 2, но пользовательский интерфейс намного проще в использовании, а предлагаемые запчасти более чем достаточны для большинства игроков». Похожее мнение оставил Перри, который в своём обзоре упомянул «отличную визуализацию меню модификации», в котором указывается предназначение каждой из запчастей. Сэндовал похвалила DUB Magazine за предоставленные в Midnight Club 3: DUB Edition стильные автомобили и мотоциклы, а также возможности их обновления с помощью большого количества полезных деталей. Уильямс был согласен с указанными мнениями, похвалив замечательную настройку транспортных средств, а также заметил, что DUB лучше реализовала стиль импорт-тюнинга, чем NFSU и другие подобные игры. Karl W отметил большой, разнообразный выбор транспортных средств, а, говоря о подробном тюнинге, заявил, что «с помощью DUB Magazine настройка достигла высокой точки». Нейт Ахерн, критик TeamXbox, посчитал, что игроки проведут в гараже много времени, а единственным изъяном назвал простоту трёхуровневого улучшения производительности машин. Сдержанный отзыв о тюнинге и стайлинге оставил Рид, назвав их «утомительными» и не добавляющими ничего интересного к игровому процессу, хотя и отметил полезность многочисленных модификаций в сетевых режимах. Помимо этого, критикам понравились различные специальные возможности транспортных средств, среди которых есть как новые, так и заимствованные из предыдущей игры серии.
Неоднозначные оценки получила сложность игры. Рид был разочарован искусственным интеллектом соперников, который словно поддаётся игроку, в отличие от Midnight Club II, бросавшей вызов, и потому рекомендовал игрокам в первую очередь онлайн-режим; при этом было отмечено, что игроки по-прежнему будут нередко врезаться в здания и неудачно входить в повороты, а на самых быстрых транспортных средствах им придётся «участвовать в лотерее по уклонению от трафика», что, по словам рецензента, превращает игру в «упражнение по уборке». Обозреватель, помимо прочего, отметил, что соперники, хоть зачастую и дают возможность обогнать себя, находясь впереди игрока, но при этом не позволяют лидирующему игроку оторваться от них на большое расстояние, из-за чего любое столкновение неподалёку от финиша ведёт к проигрышу. Левандовский отнёс пассивных соперников к минусам игры. Противоположное мнение оставил Леон, назвав искусственный интеллект «агрессивным»: «Нередко вы начинаете гонку впереди всех, а затем видите, как три Hummer одновременно проносятся мимо вас через несколько секунд, разбивая остальной транспорт на пути к следующей стрелке указателя поворота». Наварро заметил, что новичкам поначалу будет трудно победить в гоночных заездах по открытому миру, что порой может раздражать, но, к счастью, можно изучить города, чтобы узнать о всех сокращениях путей; тем не менее критик особо отметил тот факт, что сложность никогда не кажется искусственной, и у игрока есть возможность победить в гонке, несмотря на совершённую ошибку. По словам Перри, игра Midnight Club 3: DUB Edition поначалу может показаться простой, но по мере прохождения всё больше будет испытывать навыки игроков, особенно в Детройте с его «ужесточённой конкуренцией», при этом было отмечено, что искусственный интеллект улучшился, в сравнении с предыдущими частями серии, и игроки могут наверстать упущенные позиции в некоторых гонках, несмотря на совершённые ошибки. Положительный отзыв о сложности оставил Уильямс, заметив, что Midnight Club 3: DUB Edition предлагает огромный вызов (чему способствуют продолжительная карьера, хардкорные заезды в режиме «Аркада» и соперники, которые никогда не проходят одну и ту же гонку дважды одинаково), но при этом является более доступной, чем предыдущая игра серии.

### Техническая составляющая
В основном похвальных оценок удостоилась графика. Обозреватели приводили в обзорах подробные модели автомобилей, проработанные города и красивые эффекты. Наварро удостоил похвалы «очень детализированные» автомобили и «впечатляющее» чувство скорости. Перри заметил, что при таком количестве происходящих на экране действий качество графики визуально впечатляет: «в отделе визуальных эффектов Rockstar San Diego, похоже, довела Xbox и PlayStation 2 до предела своих возможностей». Редакция IGN также сравнила между собой версии игры для этих платформ, отметив превосходство PlayStation 2 в эффектах частиц и более качественные освещение и отражения на Xbox. Сэндерс так же отнёс к плюсам «ослепительное чувство скорости», подытожив, что игра действительно выглядит блестяще. Уильямс назвал графику в Midnight Club 3: DUB Edition великолепной, отметив высокий уровень детализации и большой размер открытых городов. По мнению Сэндовал, автомобили выглядят хорошо как в гараже, так и в движении, а улицы трёх городов красиво детализированы и выглядят ещё более удивительно в сумерках. Тем не менее рецензентами были замечены частые падения кадровой частоты в игре, которые относили к основным недостаткам гоночной аркады. Перри критиковал «слишком частые падения FPS», откуда также выявляется другой недостаток — невысокое качество текстур гражданских машин, домов и людей. Схожие проблемы с частотой кадров заметил и Наварро (также упомянув, что они более заметны в версии для PlayStation 2, и в чуть меньшей степени — для Xbox): «в определённых ситуациях, например, когда происходит слишком много аварий или включаются эффекты сильного дождя, действие значительно замедляется». Уильямс также отметил случающиеся замедления кадровой частоты, особенно при интенсивных беспорядках на дороге и погодных эффектах, но на фоне общих графических достоинств назвал это незначительной проблемой. Помимо этого, неоднозначной была реакция журналистов на время, занимаемое экранами загрузок. Так, Karl W отнёс загрузки к недостаткам, посчитав, что они долгие и значительно «подводят» игру. Напротив, позитивно время загрузок между заездами оценила редакция IGN, при этом заметив, что на PlayStation 2 оно немного быстрее — около 14 секунд против чуть более 18 на Xbox.
Позитивные отзывы от критиков получило музыкальное сопровождение игры и звуковые эффекты. Риду понравился приятный саундтрек, который «выполнен хоть и не на любой вкус, но заслуживает похвалы». Схожее мнение оставил Наварро, отметивший, что хотя некоторые песни странные и неподходящие, саундтрек в целом выполнен на отлично; особой похвалы удостоились «впечатляющие» шумы двигателей и столкновений, в частности при использовании объёмного звучания. Сэндовал охарактеризовала саундтрек как «очень крутой», и обратила внимание на качественные звуки двигателя и окружающего мира, усиливающие ощущения жизни в городах. Перри выразил исключительно положительное мнение о музыке, заявив, что это, вероятно, «лучшая импорт-тюнер игра на музыкальном фронте», а также похвалил качественную поддержку объёмного звука. «Саундтрек к игре, пожалуй, самый подходящий из всех, что я когда-либо слышал» — такое мнение о музыкальном сопровождении Midnight Club 3: DUB Edition оставил Орри, заметив, что представленная музыка действительно помогает настроиться на прохождение игры. Похожее мнение высказал Karl W, отметив, что огромный саундтрек «оживляет» игру, а звуки транспортных средств «обязательно вызовут мурашки по спине у любого настоящего автомобильного фанатика». Ахерн написал, что звуковое предложение Midnight Club 3: DUB Edition «фантастическое» и создаёт ощущение подлинности субкультуры импорт-тюнеров, которой посвящена игра. Несмотря на положительные отзывы, тем не менее к недостаткам критики зачастую относили озвучивание персонажей, но отмечали, что оно стало лучше, чем в предыдущих частях серии. Наварро назвал озвучивание всё ещё довольно «неестественным», но, к счастью, диалогов в игре не так много. С этим мнением согласилась Сэндовал, сказав, что озвучивание посредственное. Не согласен с данными утверждениями был Перри, в целом хорошо отозвавшись об озвучивании в игре, которое хоть и достаточно стереотипное, но реалистичное и не вызывает отторжение. Положительный отзыв об озвучивании оставил и Ахерн, отметив в нём небольшое количество стереотипности, которая, однако, не раздражает, а сами голоса актёров звучат «с солидным авторитетом».
Версия игры для PlayStation Portable подверглась критике из-за многочисленных технических проблем, таких как низкая частота кадров, очень долгие загрузки и прерывистое звуковое сопровождение. Рид посчитал, что такие игры совершенно не подходят для портативных систем: время загрузки названо «ужасающим», частота кадров — «вялой», а звук — «заикающимся». С этим согласился и Nix, обозреватель сайта IGN, оценивший портативную версию Midnight Club 3: DUB Edition, который отметил, что «это не очередной уровень портативных игр»: время многочисленных загрузок между гонками превышает 70 секунд, частота кадров склонна к частому замедлению, а качество воспроизведения звука делает эффекты и голоса в игре почти неразборчивыми. Наварро посчитал загрузки затянутыми, а «cкрежещущая» частота кадров, по его мнению, делает чувство скорости невпечатляющим: «в целом это похоже на упущенную возможность» — так критик в своём итоге отозвался о попытке Rockstar Leeds перенести на PSP полноценную игру с домашних консолей. Аналогичные проблемы с чувством скорости в версии для PSP отметила редакция журнала Electronic Gaming Monthly. Бенджамин Тёрнер (GameSpy) назвал главными минусами Midnight Club 3: DUB Edition для PSP «время загрузок из ада» и относительно невысокую частоту кадров. Леон, помимо вышеназванных проблем, отметил также в версии для PSP такой графический недостаток, как иногда сливающиеся с тёмным фоном автомобили и придорожные объекты, но в конечном счёте оценил игру по достоинству, так как в остальном «здесь очень мало за что критиковать». В журнале Game Informer, хоть и отметили время загрузок как «вопиющий» недостаток, однако назвали Midnight Club 3: DUB Edition «поистине замечательной игрой, и лучшей на PSP». В редакции Official U.S. PlayStation Magazine игру на PSP назвали «и техническим чудом, и технической катастрофой», но в целом остались довольны игрой, заявив: «Midnight Club 3 полностью стирает грань с другими играми об уличных гонках, которые в настоящее время доступны для PSP». Кроме того, рецензент PALGN под псевдонимом Luke отметил, что разработчикам удалось исправить подавляющее большинство проблем в PSP-версии игры при её выпуске в PAL-регионе, в частности отмечено, что время загрузок сократилось вдвое.

### Награды и номинации
Midnight Club 3: DUB Edition получила награду «Выбор редакции» от таких изданий, как IGN и TeamXbox. По результатам выставки E3 2005 версия для PSP получила награду в номинации «Лучшая гоночная игра». Аркада, помимо этого, была номинантом на получение премий лучшей гоночной игры 2005 года от Spike TV Awards, а также изданий IGN и «Страна игр», и премии на церемонии MTV Video Music Awards 2005 в категории «Лучший видеоигровой саундтрек». 9 и 17 сентября 2005 года редакция IGN составила списки 10 лучших гоночных игр для PlayStation 2 и Xbox соответственно: Midnight Club 3: DUB Edition заняла в них 5-е и 7-е места. В конце 2008 года в спецвыпуске «„Страна Игр“: Best – сборник всего „лучшего“» Midnight Club 3: DUB Edition была помещена в список «200 лучших игр в истории индустрии».

### Продажи
Midnight Club 3: DUB Edition снискала коммерческий успех. В первую неделю после выхода аркада занимала 5-ю строчку по продажам среди новинок, а спустя две недели — первую строчку чарта видеоигровых продаж в Великобритании. Спустя месяц, в мае 2005 года, продажи игры достигли 200 тысяч экземпляров. В июле версия для PlayStation Portable заняла 9-ю строчку видеоигрового чарта продаж (что также сделало её самой продаваемой игрой для PSP за этот месяц и первой для PSP, попавшей в топ-10 видеоигровых продаж), а для PlayStation 2 — 18-ю строчку (8-я строчка среди игр для PlayStation 2); в сентябре версия для PSP заняла 7-ю строчку чарта продаж в Великобритании. За 2005 год было продано 733 тысячи экземпляров Midnight Club 3: DUB Edition для PlayStation 2, что позволило аркаде занять 11-е место в топе продаж игр для данной консоли за год.
По состоянию на декабрь 2007 года было продано более 1 миллиона экземпляров версии игры для PlayStation 2, в то время как общие продажи превысили 5 миллионов экземпляров.

## Влияние
Midnight Club 3: DUB Edition стала коммерчески успешной игрой и была повторно переиздана с дополнительным контентом в 2006 году как Midnight Club 3: DUB Edition Remix. В игре впервые в серии были использованы реальные лицензированные автомобили и мотоциклы, возможности их тюнинга и стайлинга, а также зарабатываемая в гоночных соревнованиях внутриигровая валюта. Издательством BradyGames выпускались книги, где содержалось руководство и дополнительная информация по игре.
Изначально Midnight Club 3: DUB Edition задумывалась как заключительная часть трилогии Midnight Club. Однако, из-за успеха игры, а также последующего желания создателей завершить свою работу, в полной мере реализовав все идеи, в 2008 году на Xbox 360 и PlayStation 3 вышло продолжение — Midnight Club: Los Angeles. В нём возможности третьей части были значительно усовершенствованы в соответствии с улучшенными техническими возможностями следующего поколения игровых систем. Как и предыдущие части серии, Midnight Club: Los Angeles получила в основном положительные отзывы со стороны прессы.